# Bandas de clasificación por exposición ocupacional

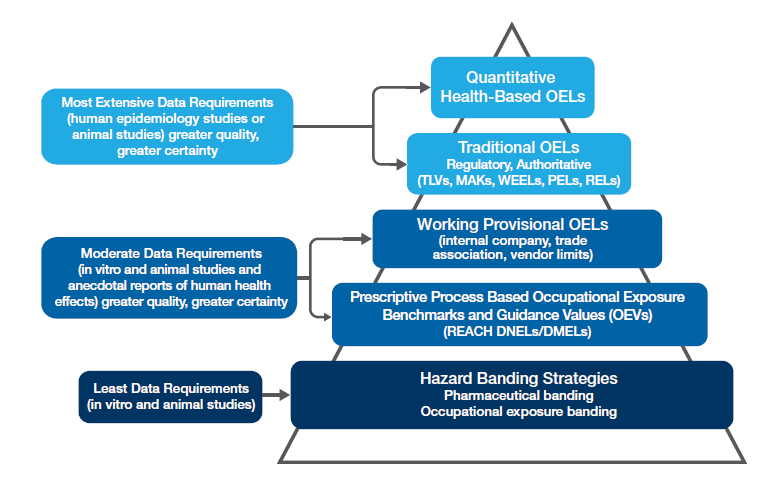
Jerarquía de límites de exposición ocupacional, de la cual las bandas de exposición ocupacional forman parte.

Las bandas de clasificación por exposición ocupacional, también conocidas como bandas de riesgo (OEB en inglés), son un proceso destinado a asignar de manera rápida y precisa sustancias químicas a categorías (franjas o bandas) específicas, cada una correspondiente a un rango de concentraciones de exposición diseñadas para proteger la salud de los trabajadores. Estas bandas se asignan según el potencial toxicológico de una sustancia química y los efectos adversos para la salud asociados con la exposición a la misma. El resultado de este proceso es una banda de exposición ocupacional. El sector farmacéutico y algunas de las principales empresas químicas han utilizado bandas de exposición ocupacional durante las últimas décadas para establecer límites o rangos de control de exposición para sustancias químicas nuevas o existentes que no se dispone de un límite de exposición profesional formal. Además, las bandas de exposición ocupacional se han convertido en un componente importante de la Jerarquía de límites de exposición ocupacional.
El Instituto Nacional para la Seguridad y Salud Ocupacional (NIOSH) de EE. UU. ha desarrollado un proceso que podría ser usado para aplicar las bandas de exposición ocupacional a un espectro más amplio de entornos ocupacionales. El proceso propuesto por NIOSH utiliza los datos toxicológicos disponibles, pero a menudo limitados, para determinar el rango potencial de niveles de exposición a sustancias químicas que, a su vez, pueden usarse como objetivos para establecer los controles de exposición para reducir el riesgo entre los trabajadores. Las bandas no pretenden reemplazar un límite de exposición profesional, sino que pretender servir como punto de partida para orientar las decisiones de gestión de riesgos. Por lo tanto, el proceso de banda no debe aplicarse a una sustancia química con un VLA existente.

## Objetivo
Los límites de exposición ocupacional desempeñan un papel fundamental en la protección de los trabajadores frente a la exposición a concentraciones peligrosas de materiales nocivos.   Ante la ausencia de un límite de exposición profesional, determinar los controles necesarios para proteger a los trabajadores de la exposición a sustancias químicas puede resultar un desafío.  Según la Agencia de Protección Ambiental de EE. UU., el Inventario de Sustancias Químicas de la Ley de Control de Sustancias Tóxicas en 2014 contenía más de 85.000 sustancias químicas disponibles comercialmente, pero se ha desarrollado un límite de exposición profesional cuantitativo basado en la salud para tan solo unas 1.000 de estas sustancias químicas. Además, el ritmo al que se introducen nuevos productos químicos en el comercio supera significativamente el desarrollo de los límites de exposición profesional, lo que crea la necesidad de orientación sobre miles de productos químicos que carecen de límites de exposición fiables.
El proceso desarrollado por el Instituto Nacional para la Seguridad y Salud Ocupacional estadounidense para determinar la banda de exposición profesional ha sido creado para aportar una aproximación confiable del nivel de exposición segura para productos químicos potencialmente peligrosos y no regulados en el lugar de trabajo. Las bandas de exposición ocupacional utilizan datos limitados de toxicidad química para agrupar las sustancias químicas en una de las cinco bandas propuestas.
Las bandas de exposición ocupacional:
- Definen una serie de rangos de exposiciones previstos para proteger la salud de los trabajadores.
- Identifican posibles riesgos sobre la salud y órganos diana con 9 criterios de valoración toxicológicos
- Proporcionan información crítica sobre la potencia química.
- Orientan las decisiones sobre métodos de control, comunicación de riesgos y vigilancia médica.
- Identifican áreas donde faltan datos sobre los efectos sobre la salud.
- Requieren menos tiempo y datos que desarrollar un límite de exposición profesional.

## Proceso de asignación
El proceso de bandas de exposición ocupacional de NIOSH utiliza un enfoque de tres niveles. Cada nivel del proceso tiene diferentes requisitos de suficiencia de datos, lo que permite a las partes interesadas utilizar el proceso de bandas de exposición profesional en diversas situaciones diferentes. La selección del nivel más apropiado para una situación de anillado específica depende de la cantidad y calidad de los datos disponibles y de la capacitación y experiencia del usuario.

El proceso clasifica las sustancias químicas en una de cinco bandas, designadas de la A a la E. Cada banda está asociada con un rango específico de concentraciones de exposición. La Banda E representa el rango más bajo de concentraciones de exposición, mientras que la Banda A representa el rango más alto. La asignación de una sustancia química a una banda se basa tanto en la potencia de la sustancia química como en la gravedad del efecto sobre la salud. Las bandas A y B incluyen sustancias químicas con efectos reversibles en la salud o que producen efectos adversos sólo en niveles de concentración altos. La banda C, la banda D o la banda E incluyen sustancias químicas con efectos graves o irreversibles y aquellas que causan problemas en rangos de concentración bajos. Los rangos objetivo de concentración en el aire resultantes se muestran en el gráfico:

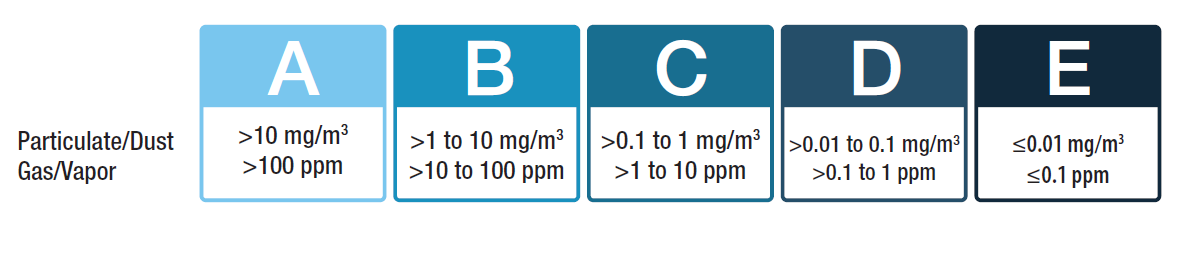
Cada una de las cinco bandas de exposición ocupacional (OEBs) define una gama de exposiciones que se espera protejan la salud de los trabajadores. La banda A tiene el rango de exposición más alto para los riesgos menos graves, mientras que la banda E tiene el rango de exposición más bajo.

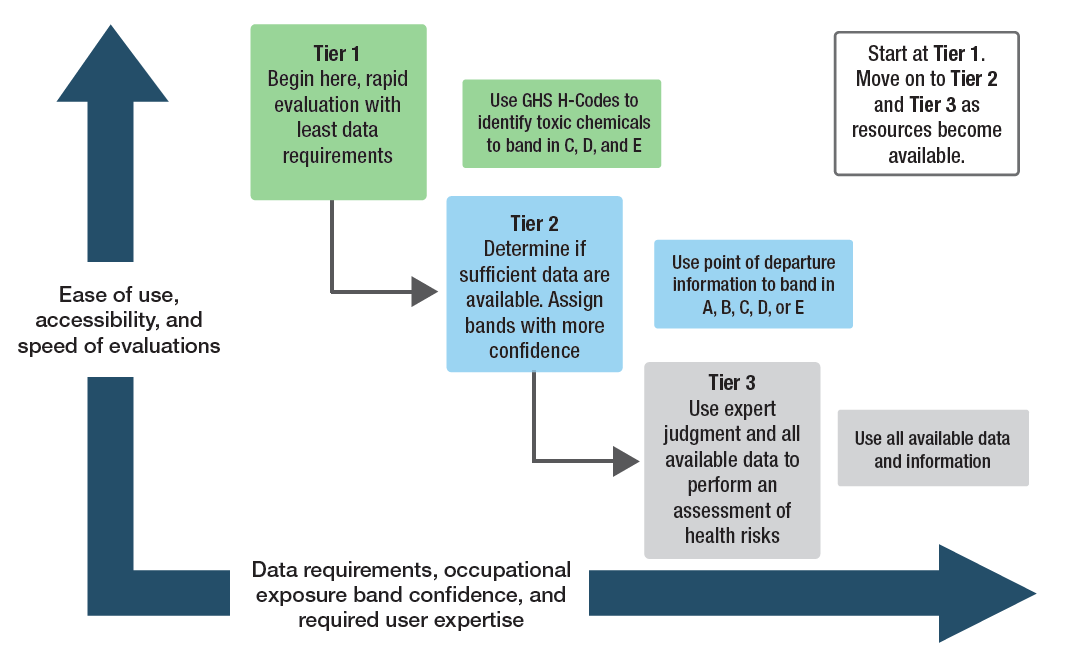
Los tres niveles del proceso de bandas de exposición ocupacional de NIOSH

El Nivel 1, denominado el nivel cualitativo, produce una asignación de banda de exposición ocupacional basada en datos cualitativos del Sistema Globalmente Armonizado de Clasificación y Etiquetado de Productos Químicos (GHS); Implica asignar la OEB en función de criterios formados con códigos y categorías de peligro específicos del GHS. Estos códigos de peligro normalmente se obtienen de GESTIS, del Anexo VI de la ECHA o de las fichas de datos de seguridad. El proceso de Nivel 1 lo puede realizar un técnico generalista de salud y seguridad y solo toma unos minutos completarlo con la herramienta electrónica NIOSH OEB. La herramienta electrónica es de uso gratuito y se puede acceder a ella a través del sitio web de NIOSH.
El nivel 2, el nivel semicuantitativo, da lugar a una asignación a una banda de exposición profesional basada en datos cuantitativos y cualitativos de fuentes secundarias; implica asignar la OEB sobre la base de hallazgos clave de fuentes bibliográficas prescritas, incluido el uso de datos de estudios específicos. El nivel 2 se centra en nueve criterios de valoración toxicológicos. El proceso de Nivel 2 lo puede realizar un higienista ocupacional, pero requiere cierta capacitación oficial. Las bandas de Nivel 2 también están incorporadas en la herramienta electrónica NIOSH OEB, pero pueden tardar horas en lugar de minutos en completarse para un producto químico determinado. Sin embargo, la banda resultante se considera más sólida que una banda de Nivel 1 debido a la recuperación en profundidad de los datos publicados. NIOSH recomienda a los usuarios completar al menos el proceso de Nivel 2 para producir bandas de exposición ocupacional fiables.

El nivel 3, denominado nivel de juicio experto, se basa en el juicio de expertos para producir una banda basada en datos primarios y secundarios que están disponibles para el usuario. Este nivel de OEB requeriría el conocimiento avanzado y la experiencia de un toxicólogo o un higienista ocupacional veterano. El proceso de Nivel 3 permite al profesional incorporar sus propios datos sin procesar en conjunción con la disponibilidad de datos extraídos de la literatura publicada.

## Fiabilidad
Desde que se presentó la técnica de bandas de exposición ocupacional en 2017, NIOSH ha buscado comentarios de sus usuarios y ha evaluado la fiabilidad de esta herramienta. Ha habido una abrumadora respuesta de comentarios positivos. Los usuarios han descrito el Nivel 1 como una herramienta de clasificación útil, el Nivel 2 como una evaluación básica para una nueva sustancia química en el lugar de trabajo y el Nivel 3 como un análisis personalizado en profundidad. Durante las pruebas piloto, NIOSH evaluó los protocolos de Nivel 1 y Nivel 2 utilizando productos químicos con Límites de Exposición Profesional y comparó los resultados de las bandas con los OEL. Para más del 90% de estos productos químicos, se encontró que las bandas resultantes de Nivel 1 y Nivel 2 eran igual o más estrictas que los Límites de exposición profesional.  Esto demuestra la confianza que los profesionales de seguridad y salud pueden tener en el proceso de Bandas de Exposición a la hora de tomar decisiones de gestión de riesgos para productos químicos que carezcan de VLA.

## Limitaciones
Aunque la banda de exposición profesional ofrece grandes expectativas para el sector de la higiene ocupacional, existen limitaciones potenciales que deben considerarse. Como ocurre con cualquier tipo de análisis, el resultado del proceso de bandas de exposición ocupacional del NIOSH depende de la cantidad y calidad de los datos utilizados y de la experiencia del individuo que utiliza el proceso. Para maximizar la calidad de los datos, NIOSH ha recopilado una lista de fuentes recomendadas que pueden proporcionar datos que pueden usarse para el proceso. Además, para algunas sustancias químicas la cantidad de datos de calidad puede no ser suficiente para obtener una banda. Es importante señalar que la falta de datos no indica que el producto químico sea seguro. Pueden emplearse otras estrategias de control del riesgo como las bandas de control.

## Bandas de control versus bandas de exposición
El proceso de bandas de exposición ocupacional de NIOSH guía al usuario a través de la evaluación y selección de información crítica sobre riesgos para la salud para seleccionar una banda entre cinco categorías de gravedad. Para la banda de exposición profesional, el proceso utiliza sólo datos relacionados con el riesgo (por ejemplo, estudios sobre los efectos en la salud humana o estudios toxicológicos) para identificar un nivel general de peligro potencial y el rango de concentración asociado en el aire para sustancias químicas con perfiles de peligro similares. Si bien los resultados de este proceso pueden ser utilizados por profesionales informados de seguridad y salud en el trabajo para tomar decisiones de gestión de riesgos y control de exposición, el proceso no proporciona tales recomendaciones directamente.
Por el contrario, las bandas de control (control banding) constituye una estrategia que agrupa los riesgos laborales en categorías o bandas de control basadas en combinaciones de información sobre riesgos y exposición. Las bandas de control combinan las bandas de riesgo con la gestión del riesgo de exposición para vincular directamente los riesgos con medidas de control específicas. En el Reino Unido, Alemania y los Países Bajos se han desarrollado varios modelos de herramientas para el control de bandas. El COSHH Essentials fue el primer esquema de bandas ampliamente adoptado. También están disponibles otros esquemas de bandas, como Stoffenmanager, EMKG y el International Chemical Control Toolkit de la OIT. La evaluación de estos y otros sistemas de bandas de control ha arrojado resultados diversos. Las bandas de exposición ocupacional se han convertido en una útil herramienta complementaria de evaluación de la exposición.
Al realizar una evaluación de riesgos en el lugar de trabajo, los higienistas ocupacionales pueden encontrar útil comenzar con las bandas de exposición ocupacional para identificar los peligros potenciales y los rangos de exposición, antes de continuar con las bandas de control. Juntas, estas herramientas ayudarán al profesional de seguridad y salud a seleccionar las estrategias adecuadas de reducción de los riesgos.